# فيناليسيما كرة قدم الصالات
نهائي كرة قدم الصالات (بالإنجليزية: Futsal Finalissima)‏ هي مسابقة كرة الصالات التي تقام كل أربع سنوات وتنظمها اتحاد كونميبول والويفا. تتنافس في البطولة أفضل فريقين في بطولتي أمريكا الجنوبية وأوروبا لكرة الصالات للمنتخبات الوطنية للرجال، كوبا أمريكا لكرة الصالات وبطولة أوروبا لكرة الصالات، على التوالي. تم إطلاق المسابقة عام 2022 كجزء من شراكة متجددة بين اتحاد أمريكا الجنوبية لكرة القدم والاتحاد الأوروبي لكرة القدم.

## تاريخها
في 12 فبراير 2020، وقع الاتحاد الأوروبي لكرة القدم واتحاد أمريكا الجنوبية لكرة القدم مذكرة تفاهم متجددة تهدف إلى تعزيز التعاون بين المنظمتين. وكجزء من الاتفاقية، بحثت لجنة مشتركة بين الاتحاد الأوروبي لكرة القدم واتحاد أمريكا الجنوبية لكرة القدم إمكانية تنظيم مباريات بين قارتي أوروبا وأمريكا الجنوبية، لكل من كرة القدم للرجال والسيدات وفي مختلف الفئات العمرية.  في 15 ديسمبر 2021، وقع الاتحادين مرة أخرى مذكرة تفاهم متجددة تستمر حتى عام 2028، والتي تضمنت أحكاما محددة بشأن فتح مكتب مشترك في لندن والتنظيم المحتمل لمختلف الأحداث الكروية المشتركة.
في 2 يونيو 2022، اليوم التالي لاستضافة فيناليسيما 2022، أعلن اتحاد أمريكا الجنوبية لكرة القدم (CONMEBOL) والاتحاد الأوروبي لكرة القدم (UEFA) عن سلسلة من الأحداث الجديدة بين فرق الاتحادين. وشمل ذلك بطولة بين الفائزين ببطولة كوبا أمريكا لكرة الصالات في أمريكا الجنوبية والفائزين ببطولة أوروبا لكرة الصالات. أقيمت النسخة الأولى في بوينس آيرس، الأرجنتين، في الفترة ما بين 15 و18 سبتمبر 2022. 

## النتائج
| السنة | الاستضافة |            | النهائي      | النهائي   | النهائي       |       | مباراة تحديد المركز الثالث | مباراة تحديد المركز الثالث | مباراة تحديد المركز الثالث |
| السنة | الاستضافة | الفائزون   | نتيجة        | الوصيف    | المركز الثالث | نتيجة | المركز الرابع              |                            |                            |
| 2022  | الأرجنتين | · البرتغال | 1-1 (4–2 ج.) | · إسبانيا | · باراغواي    | 3-2   | · الأرجنتين                |                            |                            |

## العروض

### حسب المنتخبات
| الترتيب       | فريق      |
| ------------- | --------- |
| الفائزون      | البرتغال  |
| الوصيف        | إسبانيا   |
| المركز الثالث | باراغواي  |
| المركز الرابع | الأرجنتين |

### حسب الاتحاد
| الاتحاد                          | الفائزون | الوصيف |
| -------------------------------- | -------- | ------ |
| اتحاد أمريكا الجنوبية لكرة القدم | 0        | 0      |
| الاتحاد الأوروبي لكرة القدم      | 1        | 1      |

## روابط خارجية
- Official UEFA website
- Official CONMEBOL website